# Campionati mondiali di pattinaggio di figura 2023
I Campionati mondiali di pattinaggio di figura 2023 si sono svolti a Saitama, in Giappone, dal 22 al 26 marzo 2023. La competizione determina le quote di iscrizione per ogni federazione ai Campionati mondiali 2024.

## Qualificazione

### Età e requisiti minimi TES
I pattinatori furono ritenuti idonei per i Campionati del Mondo 2023 se avessero compiuto 15 anni prima del 1º luglio 2022 e se avessero soddisfatto i requisiti minimi di punteggio negli elementi tecnici. L'ISU avrebbe accettato i punteggi se fossero stati ottenuti in competizioni internazionali di livello senior riconosciute dall'organizzazione durante la stagione in corso almeno 21 giorni prima del primo giorno di prove ufficiali dei campionati o durante la stagione precedente.
| Disciplina         | SP / RD | FS / FD |
| ------------------ | ------- | ------- |
| Uomini             | 34      | 64      |
| Donne              | 32      | 53      |
| Coppie             | 29      | 46      |
| Danza sul ghiaccio | 33      | 49      |

- doveva essere ottenuto in un evento riconosciuto dall'ISU almeno 21 giorni prima della competizione o durante la stagione precedente
- I punteggi SP/RD e FS/FD potevano essere ottenuti durante eventi differenti.

### Numero di iscrizioni per disciplina
Sulla base dei risultati dei Campionati Mondiali 2022, ogni nazione membro ISU poteva schierare da una a tre iscrizioni per disciplina. La Cina non aveva partecipato a causa dei protocolli COVID-19 e poteva schierare solo un atleta. Inoltre, la Russia e la Bielorussia erano state sospese dalla competizione dopo l'invasione russa dell'Ucraina nel 2022.
| No. | Uomini                        | Donne                                     | Coppie                                                     | Danza                                       |
| --- | ----------------------------- | ----------------------------------------- | ---------------------------------------------------------- | ------------------------------------------- |
| 3   | Giappone Stati Uniti          | Giappone Stati Uniti Belgio Corea del Sud | Stati Uniti Giappone Canada                                | Francia Stati Uniti                         |
| 2   | Georgia Italia Francia Canada | Georgia Azerbaigian Germania              | Georgia Germania Austria Francia Paesi Bassi Gran Bretagna | Italia Canada Gran Bretagna Spagna Lituania |

- Se non specificato nella tabella, è permessa l'iscrizione di un solo atleta.

## Programma
| Data               | Disciplina         | Ora   | Segmento         |
| ------------------ | ------------------ | ----- | ---------------- |
| Mercoledì 22 marzo | Coppie             | 11:00 | Programma breve  |
| Mercoledì 22 marzo | Donne              | 15:50 | Programma breve  |
| Giovedì 23 marzo   | Coppie             | 11:00 | Programma libero |
| Giovedì 23 marzo   | Uomini             | 15:50 | Programma breve  |
| Venerdì 24 marzo   | Danza sul ghiaccio | 11:00 | Danza ritmica    |
| Venerdì 24 marzo   | Donne              | 17:20 | Programma libero |
| Sabato 25 marzo    | Danza sul ghiaccio | 12:30 | Danza libera     |
| Sabato 25 marzo    | Uomini             | 17:20 | Programma libero |

- Tutti gli orari sono riportati secondo il fuso orario locale (UTC+9).

## Partecipanti
Le nazioni membri iniziarono ad annunciare le loro selezioni nel dicembre 2022. L'International Skating Union pubblicò un elenco completo delle iscrizioni il 28 febbraio 2023.
| Stato         | Singolare maschile                        | Singolare femminile                         | Coppie                                                                                                 | Danza su ghiaccio                                                                                       |
| ------------- | ----------------------------------------- | ------------------------------------------- | --- | --- |
| Australia     |                                           |                                             | Anastasija Golubeva / Hektor Giotopoulos Moore                                                         | Holly Harris / Jason Chan                                                                               |
| Austria       | Maurizio Zandron                          | Ol'ha Mikutina                              | | |
| Azerbaigian   | Vladimir Litvincev                        |                                             | | Adrienne Carhart / Oleksandr Kolosovskyi                                                                |
| Belgio        |                                           | Loena Hendrickx Jade Hovine Nina Pinzarrone | | Olivia Josephine Shilling / Leo Baeten                                                                  |
| Bulgaria      | Aleksandăr Zlatkov                        | Aleksandra Fejgin                           | | |
| Canada        | Keegan Messing Conrad Orzel               | Madeline Schizas                            | Brooke McIntosh / Benjamin Mimar Lia Pereira / Trennt Michaud Deanna Stellato-Dudek / Maxime Deschamps | Laurence Fournier Beaudry / Nikolaj Sørensen Piper Gilles / Paul Poirier                                |
| Cina          | Jin Boyang                                |                                             | Zhang Siyang / Yang Yongchao                                                                           | Chen Xizi / Xing Jianing                                                                                |
| Cipro         |                                           | Marilena Kitromilis                         | | |
| Corea del Sud | Cha Jun-hwan                              | Kim Chae-yeon Kim Ye-lim Lee Hae-in         | | |
| Croazia       | Jari Kessler                              |                                             | | |
| Estonia       | Mihhail Selevko                           | Niina Petrõkina                             | | Solène Mazingue / Marko Jevgeni Gaidajenko                                                              |
| Filippine     |                                           |                                             | Isabella Gamez / Aleksandr Korovin                                                                     | |
| Finlandia     |                                           | Janna Jyrkinen                              | | Juulia Turkkila / Matthias Versluis                                                                     |
| Francia       | Kévin Aymoz Adam Siao Him Fa              | Lorine Schild                               | Camille Kovalëv / Pavel Kovalëv Oxana Vouillamoz / Flavien Giniaux                                     | Loïcia Demougeot / Théo Le Mercier Marie Dupayage / Thomas Nabais Evgenija Loparëva / Geoffrey Brissaud |
| Georgia       | Nika Egadze Moris Qvitelashvili           | Anastasija Gubanova                         | Karina Safina / Luka Berulava                                                                          | Marija Kazakova / Georgij Revija                                                                        |
| Germania      | Nikita Starostin                          | Kristina Isaev Nicole Schott                | Alisa Efimova / Ruben Blommaert Annika Hocke / Robert Kunkel                                           | Jennifer Janse van Rensburg / Benjamin Steffan                                                          |
| Giappone      | Kazuki Tomono Shōma Uno Sōta Yamamoto     | Mai Mihara Kaori Sakamoto Rinka Watanabe    | Riku Miura / Ryūichi Kihara                                                                            | Kana Muramoto / Daisuke Takahashi                                                                       |
| Gran Bretagna | Graham Newberry                           | Kristen Spours                              | Lydia Smart / Harry Mattick Anastasia Vaipan-Law / Luke Digby                                          | Lilah Fear / Lewis Gibson                                                                               |
| Israele       | Mark Gorodnitsky                          |                                             | | Marija Nosovitskaja / Michail Nosovitskij                                                               |
| Italia        | Daniel Grassl Matteo Rizzo                | Lara Naki Gutmann                           | Sara Conti / Niccolò Macii                                                                             | Charlène Guignard / Marco Fabbri Victoria Manni / Carlo Röthlisberger                                   |
| Kazakistan    | Mïxaïl Şaydorov                           |                                             | | Gawhar Nawrızova / Boysangwr Datïev                                                                     |
| Lettonia      | Deniss Vasiļjevs                          | Sofja Stepčenko                             | | Aurelija Ipolito / Luke Russell                                                                         |
| Lituania      |                                           |                                             | | Paulina Ramanauskaitė / Deividas Kizala Allison Reed / Saulius Ambrulevičius                            |
| Moldavia      |                                           | Anastasia Gracheva                          | | |
| Norvegia      |                                           | Mia Caroline Risa Gomez                     | | |
| Nuova Zelanda |                                           |                                             | | Charlotte Lafond-Fournier / Richard Kang In Kam                                                         |
| Paesi Bassi   |                                           | Lindsay van Zundert                         | Dar'ja Danilova / Michel Tsiba Nika Osipova / Dmitry Epstein                                           | Chelsea Verhaegh / Sherim van Geffen                                                                    |
| Polonia       | Vladimir Samojlov                         | Ekaterina Kurakova                          | | Anastasija Polibina / Pavel Golovišnikov                                                                |
| Rep. Ceca     | Georgii Reshtenko                         | Eliška Březinová                            | Federica Simioli / Alessandro Zarbo                                                                    | Natálie Taschlerová / Filip Taschler                                                                    |
| Romania       |                                           | Julia Sauter                                | | |
| Slovacchia    | Adam Hagara                               | Ema Doboszová                               | | Anna Šimová / Kirill Aksenov                                                                            |
| Slovenia      |                                           | Daša Grm                                    | | |
| Spagna        | Tomàs-Llorenç Guarino Sabaté              |                                             | | Sofia Val / Asaf Kazimov                                                                                |
| Stati Uniti   | Jason Brown Ilia Malinin Andrew Torgashev | Amber Glenn Isabeau Levito Bradie Tennell   | Emily Chan / Spencer Akira Howe Ellie Kam / Danny O'Shea Alexa Knierim / Brandon Frazier               | Christina Carreira / Anthony Ponomarenko Madison Chock / Evan Bates Caroline Green / Michael Parsons    |
| Svezia        | Andreas Nordebäck                         |                                             | | |
| Svizzera      | Lukas Britschgi                           | Kimmy Repond                                | | |
| Turchia       | Burak Demirboğa                           |                                             | | |
| Ucraina       | Kyrylo Marsak                             |                                             | Violetta Sjerova / Ivan Chobta                                                                         | Marija Holubcova / Kyryl Bjelobrov                                                                      |
| Ungheria      |                                           | Júlia Láng                                  | Marija Pavlova / Aleksej Sviatčenko                                                                    | Marija Ignateva / Danijil Szemko                                                                        |

### Modifiche alle iscrizioni preliminari
| Data        | Disciplina         | Ritirato                         | Aggiunto                                 | Motivo   | Rif    |
| ----------- | ------------------ | -------------------------------- | ---------------------------------------- | -------- | ------ |
| 24 febbraio | Danza sul ghiaccio | Kaitlin Hawayek / Jean-Luc Baker | Christina Carreira / Anthony Ponomarenko | Recupero | [ 10 ] |
| 18 marzo    | Uomini             | Aleksandr Vlasenko               |                                          | Medico   | [ 11 ] |

## Medagliere

### Atleti medagliati
Medaglie assegnate ai pattinatori che ottengono i piazzamenti complessivi più alti in ogni disciplina:
| Giochi             | Oro                         | Argento                                 | Bronzo                      |
| ------------------ | --------------------------- | --------------------------------------- | --------------------------- |
| Uomini             | Shōma Uno                   | Cha Jun-hwan                            | Ilia Malinin                |
| Donne              | Kaori Sakamoto              | Lee Hae-in                              | Loena Hendrickx             |
| Coppie             | Riku Miura / Ryūichi Kihara | Alexa Scimeca Knierim / Brandon Frazier | Sara Conti / Niccolò Macii  |
| Danza sul ghiaccio | Madison Chock / Evan Bates  | Charlène Guignard / Marco Fabbri        | Piper Gilles / Paul Poirier |

Piccole medaglie assegnate ai pattinatori che ottengono i più alti piazzamenti nel programma corto o nella danza ritmica in ogni disciplina:
| Giochi             | Oro                         | Argento                                 | Bronzo                      |
| ------------------ | --------------------------- | --------------------------------------- | --------------------------- |
| Uomini             | Shōma Uno                   | Ilia Malinin                            | Cha Jun-hwan                |
| Donne              | Kaori Sakamoto              | Lee Hae-in                              | Mai Mihara                  |
| Coppie             | Riku Miura / Ryūichi Kihara | Alexa Scimeca Knierim / Brandon Frazier | Sara Conti / Niccolò Macii  |
| Danza sul ghiaccio | Madison Chock / Evan Bates  | Charlène Guignard / Marco Fabbri        | Piper Gilles / Paul Poirier |

Piccole medaglie assegnate ai pattinatori che ottengono i più alti piazzamenti nel pattinaggio libero o nella danza libera in ogni disciplina:
| Giochi             | Oro                                     | Argento                          | Bronzo                      |
| ------------------ | --------------------------------------- | -------------------------------- | --------------------------- |
| Uomini             | Shōma Uno                               | Cha Jun-hwan                     | Ilia Malinin                |
| Donne              | Lee Hae-in                              | Kaori Sakamoto                   | Kim Chae-yeon               |
| Coppie             | Alexa Scimeca Knierim / Brandon Frazier | Riku Miura / Ryūichi Kihara      | Sara Conti / Niccolò Macii  |
| Danza sul ghiaccio | Madison Chock / Evan Bates              | Charlène Guignard / Marco Fabbri | Piper Gilles / Paul Poirier |

### Medaglie per paese
Tabella delle medaglie per il piazzamento assoluto:
| Pos.   | Paese         | Oro | Argento | Bronzo | Totale |
| ------ | ------------- | --- | ------- | ------ | ------ |
| 1      | Giappone      | 3   | 0       | 0      | 3      |
| 2      | Stati Uniti   | 1   | 1       | 1      | 3      |
| 3      | Corea del Sud | 0   | 2       | 0      | 2      |
| 4      | Italia        | 0   | 1       | 1      | 2      |
| 5      | Belgio        | 0   | 0       | 1      | 1      |
| 5      | Canada        | 0   | 0       | 1      | 1      |
| Totale | Totale        | 4   | 4       | 4      | 12     |

Tabella delle piccole medaglie per il piazzamento nel segmento corto/ritmico:
| Pos.   | Paese         | Oro | Argento | Bronzo | Totale |
| ------ | ------------- | --- | ------- | ------ | ------ |
| 1      | Giappone      | 3   | 0       | 1      | 4      |
| 2      | Stati Uniti   | 1   | 2       | 0      | 3      |
| 3      | Italia        | 0   | 1       | 1      | 2      |
| 3      | Corea del Sud | 0   | 1       | 1      | 2      |
| 5      | Canada        | 0   | 0       | 1      | 1      |
| Totale | Totale        | 4   | 4       | 4      | 12     |

Tabella delle piccole medaglie per il piazzamento nel segmento libero:
| Pos.   | Paese         | Oro | Argento | Bronzo | Totale |
| ------ | ------------- | --- | ------- | ------ | ------ |
| 1      | Stati Uniti   | 2   | 0       | 1      | 3      |
| 2      | Giappone      | 1   | 2       | 0      | 3      |
| 3      | Corea del Sud | 1   | 1       | 1      | 3      |
| 4      | Italia        | 0   | 1       | 1      | 2      |
| 5      | Canada        | 0   | 0       | 1      | 1      |
| Totale | Totale        | 4   | 4       | 4      | 12     |

## Risultati

### Singolo maschile
| Pos.                                            | Nome                         | Nazionalità   | Punti totali | SP | SP     | FS | FS     |
| ----------------------------------------------- | ---------------------------- | ------------- | ------------ | -- | ------ | -- | ------ |
| 1                                               | Shōma Uno                    | Giappone      | 301.14       | 1  | 104.63 | 1  | 196.51 |
| 2                                               | Cha Jun-hwan                 | Corea del Sud | 296.03       | 3  | 99.64  | 2  | 196.39 |
| 3                                               | Ilia Malinin                 | Stati Uniti   | 288.44       | 2  | 100.38 | 3  | 188.06 |
| 4                                               | Kévin Aymoz                  | Francia       | 282.97       | 5  | 95.56  | 4  | 187.41 |
| 5                                               | Jason Brown                  | Stati Uniti   | 280.04       | 6  | 94.17  | 5  | 185.87 |
| 6                                               | Kazuki Tomono                | Giappone      | 273.41       | 7  | 92.68  | 6  | 180.73 |
| 7                                               | Keegan Messing               | Canada        | 265.16       | 4  | 98.75  | 11 | 166.41 |
| 8                                               | Lukas Britschgi              | Svizzera      | 257.34       | 9  | 86.18  | 9  | 171.16 |
| 9                                               | Matteo Rizzo                 | Italia        | 256.04       | 13 | 79.28  | 7  | 176.76 |
| 10                                              | Adam Siao Him Fa             | Francia       | 253.11       | 12 | 79.78  | 8  | 173.33 |
| 11                                              | Vladimir Litvincev           | Azerbaigian   | 251.76       | 10 | 82.71  | 10 | 169.05 |
| 12                                              | Daniel Grassl                | Italia        | 244.43       | 8  | 86.50  | 14 | 157.93 |
| 13                                              | Deniss Vasiļjevs             | Lettonia      | 243.15       | 11 | 82.37  | 13 | 160.78 |
| 14                                              | Mïxaïl Şaydorov              | Kazakistan    | 236.93       | 18 | 75.41  | 12 | 161.52 |
| 15                                              | Sōta Yamamoto                | Giappone      | 232.39       | 17 | 75.48  | 15 | 156.91 |
| 16                                              | Mark Gorodnitsky             | Israele       | 232.13       | 14 | 77.89  | 16 | 154.24 |
| 17                                              | Mihhail Selevko              | Estonia       | 230.94       | 15 | 76.81  | 17 | 154.13 |
| 18                                              | Andreas Nordebäck            | Svezia        | 223.52       | 20 | 73.45  | 18 | 150.07 |
| 19                                              | Nikita Starostin             | Germania      | 217.87       | 16 | 75.53  | 19 | 142.34 |
| 20                                              | Moris Qvitelashvili          | Georgia       | 212.32       | 21 | 73.05  | 20 | 139.27 |
| 21                                              | Andrew Torgashev             | Stati Uniti   | 210.59       | 22 | 71.41  | 21 | 139.18 |
| 22                                              | Jin Boyang                   | Cina          | 204.22       | 19 | 75.04  | 23 | 129.18 |
| 23                                              | Adam Hagara                  | Slovacchia    | 203.26       | 24 | 70.29  | 22 | 132.97 |
| 24                                              | Maurizio Zandron             | Austria       | 194.31       | 23 | 70.36  | 24 | 123.95 |
| Non qualificati per la fase di programma libero |                              |               |              |    |        |    |        |
| 25                                              | Kyrylo Marsak                | Ucraina       | 68.60        | 25 | 68.60  |    |        |
| 26                                              | Conrad Orzel                 | Canada        | 67.65        | 26 | 67.65  |    |        |
| 27                                              | Tomàs-Llorenç Guarino Sabaté | Spagna        | 67.60        | 27 | 67.60  |    |        |
| 28                                              | Burak Demirboğa              | Turchia       | 65.73        | 28 | 65.73  |    |        |
| 29                                              | Nika Egadze                  | Georgia       | 65.17        | 29 | 65.17  |    |        |
| 30                                              | Aleksandăr Zlatkov           | Bulgaria      | 62.31        | 30 | 62.31  |    |        |
| 31                                              | Jari Kessler                 | Croazia       | 61.94        | 31 | 61.94  |    |        |
| 32                                              | Graham Newberry              | Gran Bretagna | 61.70        | 32 | 61.70  |    |        |
| 33                                              | Vladimir Samojlov            | Polonia       | 61.48        | 33 | 61.48  |    |        |
| 34                                              | Georgii Reshtenko            | Rep. Ceca     | 59.93        | 34 | 59.93  |    |        |

### Singolo femminile
| Pos.                                            | Nome                    | Nazione       | Totale | SP | SP    | FS | FS     |
| ----------------------------------------------- | ----------------------- | ------------- | ------ | -- | ----- | -- | ------ |
| 1                                               | Kaori Sakamoto          | Giappone      | 224.61 | 1  | 79.24 | 2  | 145.37 |
| 2                                               | Lee Hae-in              | Corea del Sud | 220.94 | 2  | 73.62 | 1  | 147.32 |
| 3                                               | Loena Hendrickx         | Belgio        | 210.42 | 5  | 71.94 | 4  | 138.48 |
| 4                                               | Isabeau Levito          | Stati Uniti   | 207.65 | 4  | 73.03 | 5  | 134.62 |
| 5                                               | Mai Mihara              | Giappone      | 205.70 | 3  | 73.46 | 6  | 132.24 |
| 6                                               | Kim Chae-yeon           | Corea del Sud | 203.51 | 12 | 64.06 | 3  | 139.45 |
| 7                                               | Nicole Schott           | Germania      | 197.76 | 7  | 67.29 | 9  | 130.47 |
| 8                                               | Kimmy Repond            | Svizzera      | 194.09 | 13 | 62.75 | 8  | 131.34 |
| 9                                               | Niina Petrõkina         | Estonia       | 193.49 | 6  | 68.00 | 12 | 125.49 |
| 10                                              | Rinka Watanabe          | Giappone      | 192.81 | 15 | 60.90 | 7  | 131.91 |
| 11                                              | Nina Pinzarrone         | Belgio        | 191.78 | 14 | 62.04 | 10 | 129.74 |
| 12                                              | Amber Glenn             | Stati Uniti   | 188.33 | 10 | 65.52 | 14 | 122.81 |
| 13                                              | Madeline Schizas        | Canada        | 187.49 | 16 | 60.02 | 11 | 127.47 |
| 14                                              | Anastasija Gubanova     | Georgia       | 184.92 | 11 | 65.40 | 15 | 119.52 |
| 15                                              | Bradie Tennell          | Stati Uniti   | 184.14 | 8  | 66.45 | 16 | 117.69 |
| 16                                              | Ekaterina Kurakova      | Polonia       | 181.43 | 9  | 65.69 | 17 | 115.74 |
| 17                                              | Lara Naki Gutmann       | Italia        | 178.43 | 23 | 55.22 | 13 | 123.21 |
| 18                                              | Kim Ye-lim              | Corea del Sud | 174.30 | 17 | 60.02 | 19 | 114.28 |
| 19                                              | Ol'ha Mikutina          | Austria       | 172.31 | 20 | 57.05 | 18 | 115.26 |
| 20                                              | Julia Sauter            | Romania       | 165.62 | 22 | 56.02 | 20 | 109.60 |
| 21                                              | Janna Jyrkinen          | Finlandia     | 160.91 | 21 | 56.06 | 21 | 104.85 |
| 22                                              | Lindsay van Zundert     | Paesi Bassi   | 159.55 | 19 | 57.56 | 22 | 101.99 |
| 23                                              | Sofja Stepčenko         | Lettonia      | 158.38 | 18 | 58.87 | 24 | 99.51  |
| 24                                              | Aleksandra Fejgin       | Bulgaria      | 155.74 | 24 | 54.65 | 23 | 101.09 |
| Non qualificati per la fase di programma libero |                         |               |        |    |       |    |        |
| 25                                              | Lorine Schild           | Francia       | 54.35  | 25 | 54.35 |    |        |
| 26                                              | Jade Hovine             | Belgio        | 54.10  | 26 | 54.10 |    |        |
| 27                                              | Kristen Spours          | Gran Bretagna | 53.38  | 27 | 53.38 |    |        |
| 28                                              | Ema Doboszová           | Slovacchia    | 53.01  | 28 | 53.01 |    |        |
| 29                                              | Kristina Isaev          | Germania      | 52.93  | 29 | 52.93 |    |        |
| 30                                              | Anastasia Gracheva      | Moldavia      | 50.55  | 30 | 50.55 |    |        |
| 31                                              | Marilena Kitromilis     | Cipro         | 48.92  | 31 | 48.92 |    |        |
| 32                                              | Eliška Březinová        | Rep. Ceca     | 47.29  | 32 | 47.29 |    |        |
| 33                                              | Daša Grm                | Slovenia      | 47.04  | 33 | 47.04 |    |        |
| 34                                              | Júlia Láng              | Ungheria      | 44.26  | 34 | 44.26 |    |        |
| 35                                              | Mia Caroline Risa Gomez | Norvegia      | 43.54  | 35 | 43.54 |    |        |

### Coppie
| Pos.                                            | Nome                                           | Nazione       | Totale | SP | SP    | FS | FS     |
| ----------------------------------------------- | ---------------------------------------------- | ------------- | ------ | -- | ----- | -- | ------ |
| 1                                               | Riku Miura / Ryūichi Kihara                    | Giappone      | 222.16 | 1  | 80.72 | 2  | 141.44 |
| 2                                               | Alexa Knierim / Brandon Frazier                | Stati Uniti   | 217.48 | 2  | 74.64 | 1  | 142.84 |
| 3                                               | Sara Conti / Niccolò Macii                     | Italia        | 208.08 | 3  | 73.24 | 3  | 134.84 |
| 4                                               | Deanna Stellato-Dudek / Maxime Deschamps       | Canada        | 199.97 | 4  | 72.81 | 6  | 127.16 |
| 5                                               | Emily Chan / Spencer Akira Howe                | Stati Uniti   | 194.73 | 5  | 70.23 | 8  | 124.50 |
| 6                                               | Lia Pereira / Trennt Michaud                   | Canada        | 193.00 | 6  | 65.31 | 4  | 127.69 |
| 7                                               | Marija Pavlova / Aleksej Sviatčenko            | Ungheria      | 190.67 | 8  | 64.43 | 7  | 126.24 |
| 8                                               | Anastasija Golubeva / Hektor Giotopoulos Moore | Australia     | 189.47 | 11 | 61.95 | 5  | 127.52 |
| 9                                               | Annika Hocke / Robert Kunkel                   | Germania      | 184.60 | 15 | 60.89 | 9  | 123.71 |
| 10                                              | Alisa Efimova / Ruben Blommaert                | Germania      | 184.46 | 7  | 65.23 | 10 | 119.23 |
| 11                                              | Brooke McIntosh / Benjamin Mimar               | Canada        | 181.95 | 10 | 63.33 | 11 | 118.62 |
| 12                                              | Ellie Kam / Danny O'Shea                       | Stati Uniti   | 175.59 | 9  | 63.40 | 13 | 112.19 |
| 13                                              | Dar'ja Danilova / Michel Tsiba                 | Paesi Bassi   | 173.85 | 12 | 61.24 | 12 | 112.61 |
| 14                                              | Camille Kovalëv / Pavel Kovalëv                | Francia       | 172.29 | 13 | 61.07 | 14 | 111.22 |
| 15                                              | Oxana Vouillamoz / Flavien Giniaux             | Francia       | 157.19 | 16 | 58.12 | 15 | 99.07  |
| 16                                              | Anastasia Vaipan-Law / Luke Digby              | Gran Bretagna | 153.38 | 17 | 55.42 | 16 | 97.96  |
| 17                                              | Zhang Siyang / Yang Yongchao                   | Cina          | 148.23 | 20 | 50.32 | 17 | 97.91  |
| 18                                              | Isabella Gamez / Aleksandr Korovin             | Filippine     | 147.07 | 19 | 53.29 | 18 | 93.78  |
| 19                                              | Karina Safina / Luka Berulava                  | Georgia       | 146.99 | 14 | 60.98 | 20 | 86.01  |
| 20                                              | Nika Osipova / Dmitry Epstein                  | Paesi Bassi   | 146.27 | 18 | 54.93 | 19 | 91.34  |
| Non qualificati per la fase di programma libero |                                                |               |        |    |       |    |        |
| 21                                              | Federica Simioli / Alessandro Zarbo            | Rep. Ceca     | 49.59  | 21 | 49.59 |    |        |
| 22                                              | Violetta Sjerova / Ivan Chobta                 | Ucraina       | 44.74  | 22 | 44.74 |    |        |
| 23                                              | Lydia Smart / Harry Mattick                    | Gran Bretagna | 43.82  | 23 | 43.82 |    |        |

### Danza su ghiaccio
| Pos.                                        | Nome                                            | Nazione       | Totale | RD | RD    | FD | FD     |
| ------------------------------------------- | ----------------------------------------------- | ------------- | ------ | -- | ----- | -- | ------ |
| 1                                           | Madison Chock / Evan Bates                      | Stati Uniti   | 226.01 | 1  | 91.94 | 1  | 134.07 |
| 2                                           | Charlène Guignard / Marco Fabbri                | Italia        | 219.85 | 2  | 88.21 | 2  | 131.64 |
| 3                                           | Piper Gilles / Paul Poirier                     | Canada        | 217.88 | 3  | 87.34 | 3  | 130.54 |
| 4                                           | Lilah Fear / Lewis Gibson                       | Gran Bretagna | 214.73 | 4  | 86.56 | 5  | 128.17 |
| 5                                           | Laurence Fournier Beaudry / Nikolaj Sørensen    | Canada        | 214.04 | 5  | 85.59 | 4  | 128.45 |
| 6                                           | Caroline Green / Michael Parsons                | Stati Uniti   | 201.44 | 6  | 78.74 | 6  | 122.70 |
| 7                                           | Allison Reed / Saulius Ambrulevičius            | Lituania      | 199.20 | 7  | 78.70 | 7  | 120.50 |
| 9                                           | Natálie Taschlerová / Filip Taschler            | Rep. Ceca     | 196.39 | 9  | 76.56 | 8  | 119.83 |
| 8                                           | Juulia Turkkila / Matthias Versluis             | Finlandia     | 193.54 | 8  | 76.97 | 9  | 116.57 |
| 10                                          | Christina Carreira / Anthony Ponomarenko        | Stati Uniti   | 190.10 | 10 | 75.24 | 11 | 114.86 |
| 11                                          | Kana Muramoto / Daisuke Takahashi               | Giappone      | 188.87 | 11 | 72.92 | 10 | 115.95 |
| 12                                          | Evgenija Loparëva / Geoffrey Brissaud           | Francia       | 183.61 | 12 | 72.80 | 13 | 110.81 |
| 14                                          | Marija Kazakova / Georgij Revija                | Georgia       | 181.22 | 14 | 69.43 | 12 | 111.79 |
| 13                                          | Loïcia Demougeot / Théo Le Mercier              | Francia       | 176.85 | 13 | 69.88 | 14 | 106.97 |
| 15                                          | Jennifer Janse van Rensburg / Benjamin Steffan  | Germania      | 170.03 | 15 | 67.95 | 16 | 102.08 |
| 16                                          | Holly Harris / Jason Chan                       | Australia     | 169.47 | 16 | 64.80 | 15 | 104.67 |
| 17                                          | Marija Nosovitskaja / Michail Nosovitskij       | Israele       | 163.01 | 17 | 64.14 | 18 | 98.87  |
| 18                                          | Victoria Manni / Carlo Röthlisberger            | Italia        | 162.97 | 18 | 64.02 | 17 | 98.95  |
| 19                                          | Marija Holubcova / Kyryl Bjelobrov              | Ucraina       | 162.38 | 19 | 63.94 | 19 | 98.44  |
| 20                                          | Marija Ignateva / Danijil Szemko                | Ungheria      | 157.51 | 20 | 63.88 | 20 | 93.63  |
| Non qualificati per la fase di danza libera |                                                 |               |        |    |       |    |        |
| 21                                          | Marie Dupayage / Thomas Nabais                  | Francia       | 63.81  | 21 | 63.81 |    |        |
| 22                                          | Anastasija Polibina / Pavel Golovišnikov        | Polonia       | 61.80  | 22 | 61.80 |    |        |
| 23                                          | Anna Šimová / Kirill Aksenov                    | Slovacchia    | 60.16  | 23 | 60.16 |    |        |
| 24                                          | Charlotte Lafond-Fournier / Richard Kang In Kam | Nuova Zelanda | 58.33  | 24 | 58.33 |    |        |
| 25                                          | Chen Xizi / Xing Jianing                        | Cina          | 58.12  | 25 | 58.12 |    |        |
| 26                                          | Paulina Ramanauskaitė / Deividas Kizala         | Lituania      | 58.06  | 26 | 58.06 |    |        |
| 27                                          | Aurelija Ipolito / Luke Russell                 | Lettonia      | 55.90  | 27 | 55.90 |    |        |
| 28                                          | Solène Mazingue / Marko Jevgeni Gaidajenko      | Estonia       | 55.67  | 28 | 55.67 |    |        |
| 29                                          | Adrienne Carhart / Oleksandr Kolosovskyi        | Azerbaigian   | 55.59  | 29 | 55.59 |    |        |
| 30                                          | Sofia Val / Asaf Kazimov                        | Spagna        | 53.94  | 30 | 53.94 |    |        |
| 31                                          | Chelsea Verhaegh / Sherim van Geffen            | Paesi Bassi   | 50.94  | 31 | 50.94 |    |        |
| 32                                          | Olivia Josephine Shilling / Leo Baeten          | Belgio        | 50.67  | 32 | 50.67 |    |        |
| 33                                          | Gawhar Nawrızova / Boysangwr Datïev             | Kazakistan    | 47.77  | 33 | 47.77 |    |        |